# Hjo distrikt
Hjo distrikt är ett distrikt i Hjo kommun och Västra Götalands län. 
Distriktet ligger omkring Hjo. 

## Tidigare administrativ tillhörighet
Distriktet inrättades 2016 och utgörs av en del av området som till 1971 utgjorde Hjo stad och vari Hjo socken uppgick 1952.
Området motsvarar den omfattning Hjo församling hade vid årsskiftet 1999/2000 och fick 1989 efter att stads- och landsförsamlingarna gick samman.